# Thoothukudi
Thoothukudi là một thành phố và khu đô thị của quận Toothukudi thuộc bang Tamil Nadu, Ấn Độ.

## Nhân khẩu
Theo điều tra dân số năm 2001 của Ấn Độ, Thoothukkudi có dân số 216.058 người. Phái nam chiếm 50% tổng số dân và phái nữ chiếm 50%. Thoothukkudi có tỷ lệ 82% biết đọc biết viết, cao hơn tỷ lệ trung bình toàn quốc là 59,5%: tỷ lệ cho phái nam là 85%, và tỷ lệ cho phái nữ là 79%. Tại Thoothukkudi, 11% dân số nhỏ hơn 6 tuổi.